# 张辰宇
张辰宇 (1966年10月—)，南京大学生物化学教授，生命科学学院院长，研究领域为生物医药。1995年取得德岛大学获博士学位。中国教育部第六批“长江学者”特聘教授，开创了“细胞外RNA”的研究新领域。